# Glyphodes xanthomelas
Glyphodes xanthomelas is een vlinder uit de familie van de grasmotten (Crambidae), uit de onderfamilie van de Spilomelinae. De wetenschappelijke naam van deze soort is voor het eerst voorgesteld als Margaronia  xanthomelas door Joseph de Joannis in een publicatie uit 1930.
De soort komt voor in Vietnam.